# (839) Valborg
(839) Valborg – planetoida z pasa głównego asteroid.

## Odkrycie
Została odkryta 24 września 1916 roku w Landessternwarte Heidelberg-Königstuhl w Heidelbergu przez Maxa Wolfa. Nazwa pochodzi od bohaterki sztuki Axel og Valborg Adama Oehlenschlägera. Przed nadaniem nazwy planetoida nosiła oznaczenie tymczasowe (839) 1916 AJ.

## Orbita
(839) Valborg okrąża Słońce w ciągu 4 lat i 84 dni w średniej odległości 2,61 au. Planetoida należy do rodziny planetoidy Eunomia.